# برايان جونز (موسيقي)
برايان جونز (بالإنجليزية: Brian Jones) (و. 1942 – 1969 م) هو عازف قيثارة، وموسيقي، وكاتب أغاني، وملحن، وقائد فرقة ‏، ومنتج بضائع، وعازف على عدة آلات، من المملكة المتحدة، ولد في شلتنهام، وكان عضوًا في الرولينج ستونز، توفي عن عمر يناهز 27 عاماً، بسبب غرق.

## التعليم
تعلم في Pate's Grammar School ‏.

## وصلات خارجية
- برايان جونز على موقع IMDb (الإنجليزية)
- برايان جونز على موقع الموسوعة البريطانية (الإنجليزية)
- برايان جونز على موقع ألو سيني (الفرنسية)
- برايان جونز على موقع ميوزك برينز (الإنجليزية)
- برايان جونز على موقع رولينغ ستون (الإنجليزية)
- برايان جونز على موقع قاعدة بيانات الأفلام السويدية (السويدية)
- برايان جونز على موقع إن إن دي بي (الإنجليزية)
- برايان جونز على موقع أول ميوزيك (الإنجليزية)
- برايان جونز على موقع ديسكوغز (الإنجليزية)
- برايان جونز على موقع قاعدة بيانات الفيلم (الإنجليزية)